# El dictador
El dictador (The Dictator en su título original) es una película de 2012. Fue rodada en diferentes escenarios de Nueva York, Fuerteventura, Sevilla y Marruecos.
Los productores Jeff Schaffer y David Mandel dijeron que el personaje de Baron Cohen se inspiró en dictadores de la vida real como Kim Jong-il, Idi Amin,     Muammar Gaddafi, Mobutu Sese Seko y Saparmurat Niyazov. Los créditos iniciales de la película están dedicados a Kim Jong-il, "en memoria amorosa". Recibió críticas mixtas de los críticos y recaudó 179 millones de dólares.

## Argumento
Durante años, la nación ficticia de África del Norte de Wadiya (mostrada como colindante con los límites de Eritrea en un mapa), ha sido gobernada por el almirante general Haffaz Aladeen (Sacha Baron Cohen), un dictador infantil, lascivo, déspota y antioccidental, que se rodea de guardaespaldas femeninas. Aladeen se niega a permitir que el petróleo wadiyano sea vendido internacionalmente y está trabajando en el desarrollo de armas nucleares. Después de que el Consejo de Seguridad de las Naciones Unidas decide intervenir militarmente, Aladeen viaja a la sede de la ONU en Nueva York para dirigirse al Consejo. 
Poco después de llegar, es secuestrado por Clayton (John C. Reilly), un asesino a sueldo contratado por su tío Tamir (Ben Kingsley), que pretende traicionarlo. Tamir reemplaza a Aladeen con un señuelo llamado Efawadh (Sacha Baron Cohen), a quien pretende manipular para firmar un tratado que nominalmente pretende democratizar Wadiya y permitir la exportación del petróleo del país dejándolo en manos de intereses extranjeros. 
Aladeen escapa después de que Clayton accidentalmente se prenda fuego, pero su enorme barba había sido afeitada por Clayton, haciéndolo prácticamente irreconocible. Pronto conoce a la activista Zoey (Anna Faris), quien le ofrece un trabajo. Aladeen rechaza la oferta y viaja a la "Pequeña Wadiya", en Nueva York ubicada cerca de la estación Marcy Avenue, poblada por refugiados de su país, muchos de ellos huyendo de Aladeen. Allí, se encuentra con "Nuclear" Nadal (Jason Mantzoukas), exjefe del programa nuclear de armas de Wadiya y exproxeneta (proporcionaba mujeres a Aladeen), a quien Aladeen creía haber ejecutado previamente. Nadal explica que los rebeldes Wadiyanos se han infiltrado en su unidad de inteligencia, enviando al exilio a toda la gente que había ordenado a ejecutar.
Queriendo su antiguo trabajo de guardaespaldas, Nadal promete ayudar a Aladden a frustrar los planes de Tamir y recuperar su posición como "supremo líder", a condición de que Aladeen lo haga el nuevo jefe del programa de armas de destrucción masiva de Wadiya. Aladeen está de acuerdo y acepta la oferta del trabajo de Zoey, ya que se realiza en el hotel donde se producirá la firma del tratado.
Aladeen poco a poco se va enamorando de Zoey después de que ella se niega a sus insinuaciones sexuales y más tarde ve luego como ella se enfrenta valentía y pasión a un policía. Alrededor de las luchas de negocios de Zoey, Aladeen comienza imponiendo horarios estrictos en todo el mundo, formando un culto a la personalidad en torno a Zoey e intimida a un inspector para que den la tienda de una buena crítica. Sin embargo, la relación de Aladeen con Zoey se vuelve tensa después de que él revela su verdadera identidad.
Después de la adquisición de una nueva barba tomada de un cadáver, Aladeen se infiltra en el hotel y le dice a Efawadh que salga. En la ceremonia de firma, rompe el documento de Tamir en frente de la delegación de la ONU, y cuenta con un apasionado discurso alabando las virtudes de la dictadura, estableciendo paralelismos no deseados a temas de actualidad en los Estados Unidos. Sin embargo, al ver a Zoey en la habitación, le declara su amor por ella y, sabiendo los puntos de vista fuertemente en poder de Zoey, vota por democratizar su país y abrir los campos de petróleo de Wadiya, pero de una manera en que la población se beneficie. Enojado con Aladeen por mantenerse en el poder, Tamir intenta asesinarlo pero Efawadh salta delante de la bala y recibe el disparo pero sobrevive, ya que su trabajo "era recibir balazos en la cabeza".
Un año más tarde, Wadiya celebra sus primeras elecciones democráticas, a pesar de que están amañadas en favor de Aladeen (habiendo añadido ahora el título de presidente primer ministro Almirante General). Posteriormente, se casa con Zoey, pero se sorprende cuando ella rompe una copa con el pie y se revela a sí misma como judía.
Escenas durante los créditos finales muestran a Aladeen, conduciendo coches ecológicos, visitando a un reintegrado Nadal, y más tarde Zoey revela en una entrevista televisiva que está embarazada con el primer hijo de la pareja. Aladeen responde a las noticias preguntándole a Zoey si está teniendo "un niño o un aborto". La película empieza con una nota que decía que estaba dedicado a la memoria de Kim Jong-il.

## Reparto
- Sacha Baron Cohen como Aladeen. Almirante General y Supremo Líder de Wadiya/Impostor Efawadh.
- Ben Kingsley como Tamir[5][6] tío de Aladeen.
- Anna Faris como Zoey.[5]
- Jason Mantzoukas como Nadal.[5]
- John C. Reilly como Clayton/Él mismo.[5]
- Bobby Lee como Mr. Lao
- Sayed Badreya como Omar.
- Adeel Akhtar como Maroush.
- Susan Sykes como Etra.
- Chris Elliott como Mr. Ogden
- Fred Armisen como el camarero del restaurante Death to Aladeen (muerte a Aladeen).
- Mark Campbell como el reportero de la BBC.
- Gad Elmaleh como un manifestante.
- Garry Shandling como inspector de salud.
- Chris Parnell como presentador de las noticias.

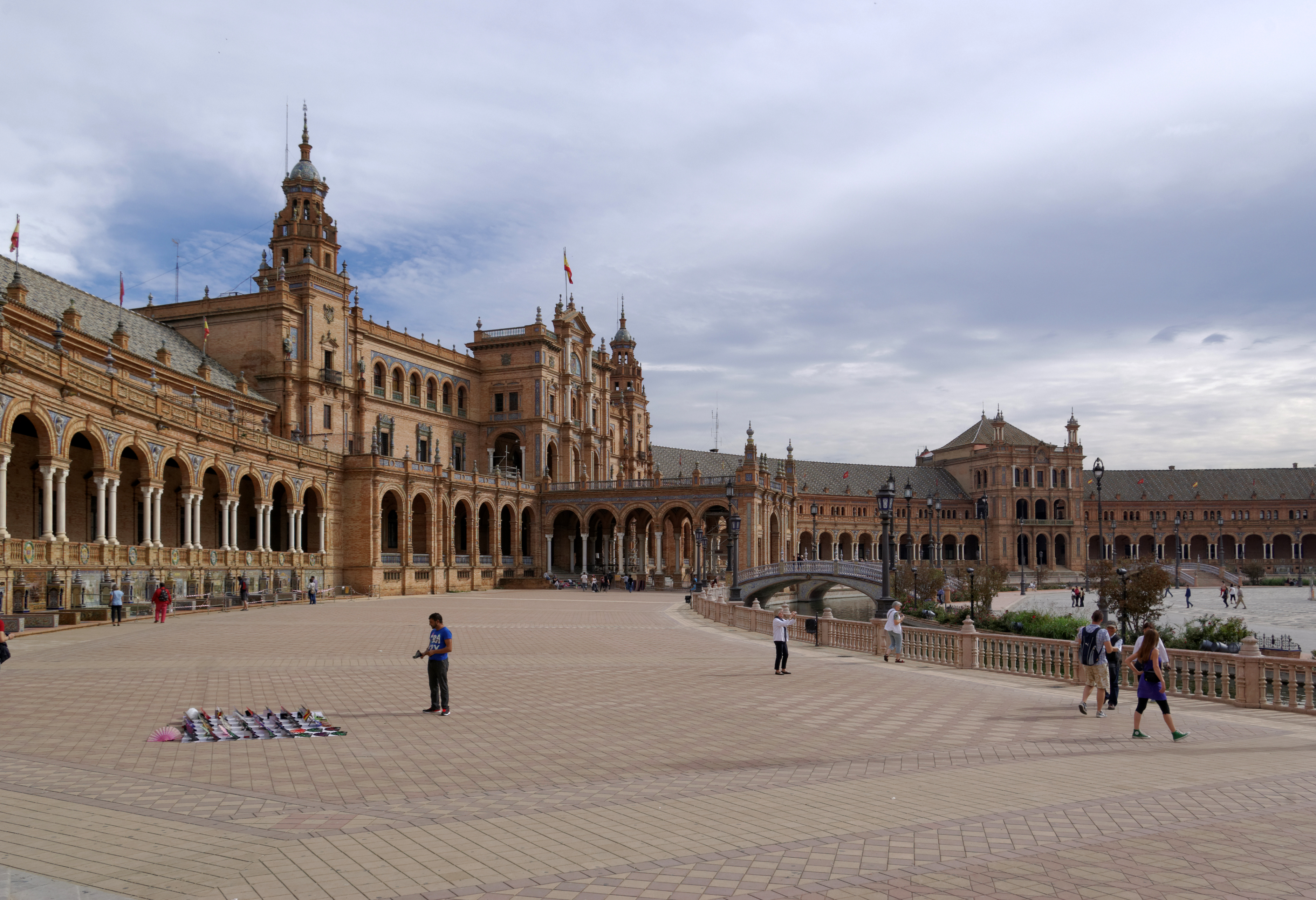
La Plaza de España sirvió como palacio de Aladeen en la película

- Jon Glaser como comprador.
- Megan Fox como ella misma.
- Edward Norton como él mismo.
- Larry King como él mismo.

## Producción
Paramount Pictures describió la película como "la historia heroica de un dictador del norte de África que arriesgó su vida para asegurarse de que la democracia nunca llegaría al país que oprimió con tanto amor". Paramount dijo que la película se inspiró en la novela Zabibah and the King del dictador iraquí Saddam Hussein, aunque The New York Times más tarde informó que no es una adaptación. Kristen Wiig y Gillian Jacobs habían sido consideradas para el papel que finalmente interpretó Anna Faris y que Variety dijo "requiere fuertes habilidades de improvisación". Baron Cohen, quien también interpreta a Efawadh en la película, basó su actuación principalmente en Muammar Gaddafi de Libia. La película está dedicada a Kim Jong-il.
Marruecos había sido considerado como lugar de rodaje. El rodaje en el lugar tuvo lugar en la Plaza de España en Sevilla y el la isla de Fuerteventura, España. Baron Cohen dijo que las Naciones Unidas se negaron a permitirle filmar escenas dentro de la sede de la ONU y afirmó que explicaron esto diciendo: "representamos a muchos dictadores, y van a estar muy enfadados por esta representación de ellos, así que no puedes rodar ahí". Cuando se le preguntó al respecto, el portavoz del Secretario General de la ONU Ban Ki-moon comentó diciendo únicamente: "Sacha Baron Cohen tiene un maravilloso sentido del humor". Las tomas de las Naciones Unidas fueron en un estudio de sonido en Grumman Studios en Bethpage, Nueva York.
Aunque se retrata a Aladeen como antisemita y desea destruir a Israel, el idioma que habla a lo largo de la película es en realidad hebreo, ya que el propio Baron Cohen es judío.